# Okręg wyborczy Ince
Okręg wyborczy Ince powstał w 1885 r. i wysyłał do brytyjskiej Izby Gmin jednego deputowanego. Okręg obejmował miasto Ince-in-Makerfield oraz inne miasta w hrabstwa Lancashire na południe od Wigan. Okręg został zlikwidowany w 1983 r.

## Deputowani do brytyjskiej Izby Gmin z okręgu Ince
- 1885–1892: Henry Blundell-Hollinshead-Blundell, Partia Konserwatywna
- 1892–1895: Sam Woods, Liberalni Laburzyści
- 1895–1906: Henry Blundell-Hollinshead-Blundell, Partia Konserwatywna
- 1906–1929: Stephen Walsh, Partia Pracy
- 1929–1942: Gordon Macdonald, Partia Pracy
- 1942–1964: Thomas James Brown, Partia Pracy
- 1964–1983: Michael McGuire, Partia Pracy